# Szebryń
Szebryń (biał. Шэбрын, Szebryn; ros. Шебрин) – wieś na Białorusi, w obwodzie brzeskim, w rejonie brzeskim, w sielsowiecie Telmy, nad Zalewem Szebryńskim na Muchawcu.
Siedziba parafii prawosławnej; znajduje się tu zabytkowa cerkiew pw. Narodzenia Matki Bożej z 1793 r.
Obok wsi znajduje się port lotniczy Brześć.

## Historia
W dwudziestoleciu międzywojennym leżały w Polsce, w województwie poleskim, w powiecie brzeskim, w gminie Kosicze. Po II wojnie światowej w granicach Związku Sowieckiego. Od 1991 w niepodległej Białorusi.

## Bibliografia

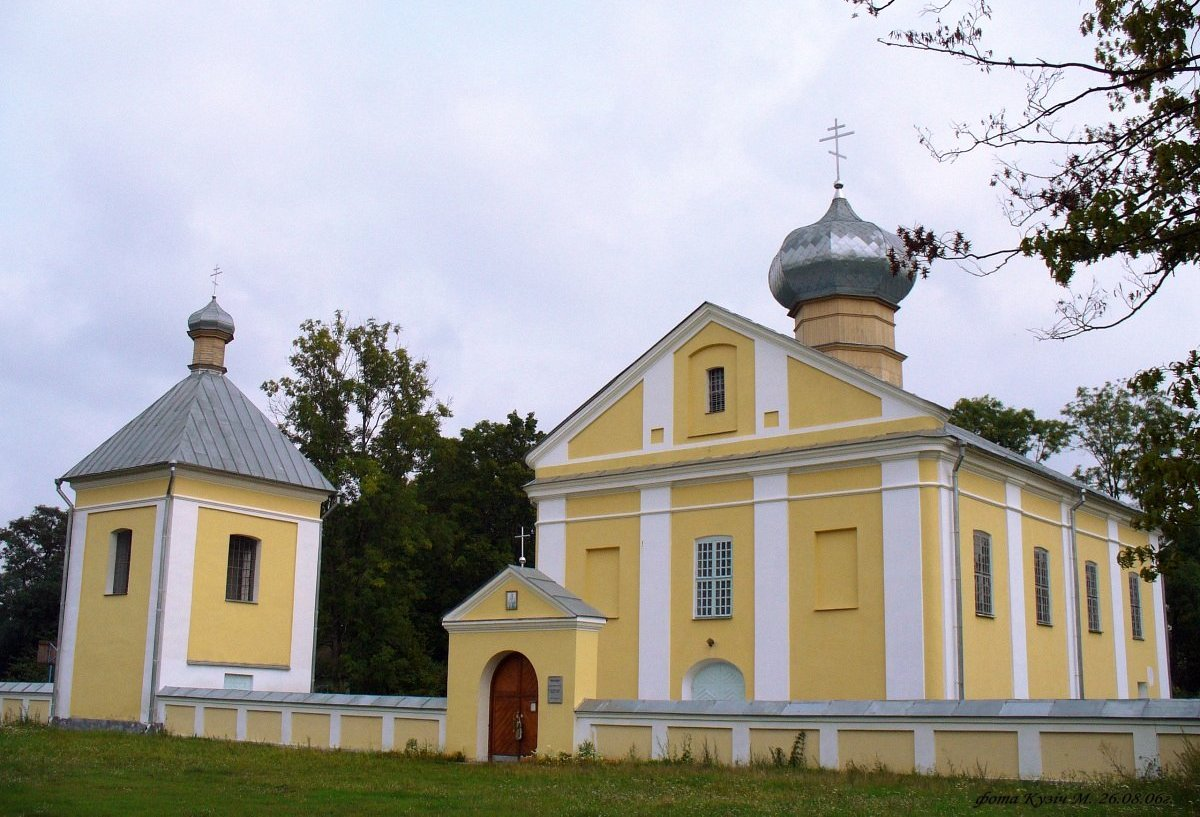
Cerkiew Narodzenia Matki Bożej